# Lygarina
Lygarina là một chi nhện trong họ Linyphiidae.